# Ector County
Das Ector County ist ein County im US-Bundesstaat Texas in den Vereinigten Staaten. Das U.S. Census Bureau hat bei der Volkszählung 2020 eine Einwohnerzahl von 165.171 ermittelt. Der Sitz der Countyverwaltung (County Seat) befindet sich in Odessa.

## Geographie
Das County liegt westlich des geographischen Zentrums von Texas und ist etwa 30 km von der südöstlichen Ecke von New Mexico entfernt. Es hat eine Fläche von 2334 Quadratkilometern, wovon 2 Quadratkilometer Wasserfläche sind. Es grenzt im Uhrzeigersinn an folgende Countys: Andrews County, Midland County, Crane County, Ward County und Winkler County.
Das County wird vom Office of Management and Budget zu statistischen Zwecken als Odessa, TX Metropolitan Statistical Area geführt.

## Geschichte
Ector County wurde am 26. Februar 1887 aus Teilen des Tom Green County gebildet und die Verwaltungsorganisation am 6. Januar 1891 abgeschlossen. Benannt wurde es nach Mathew Duncan Ector, einem Brigadegeneral der Konföderierten Staaten von Amerika im Amerikanischen Bürgerkrieg, der bei der Belagerung von Atlanta 1864 ein Bein verlor. Später war er Richter am Texas Court of Appeals.

## Demografische Daten

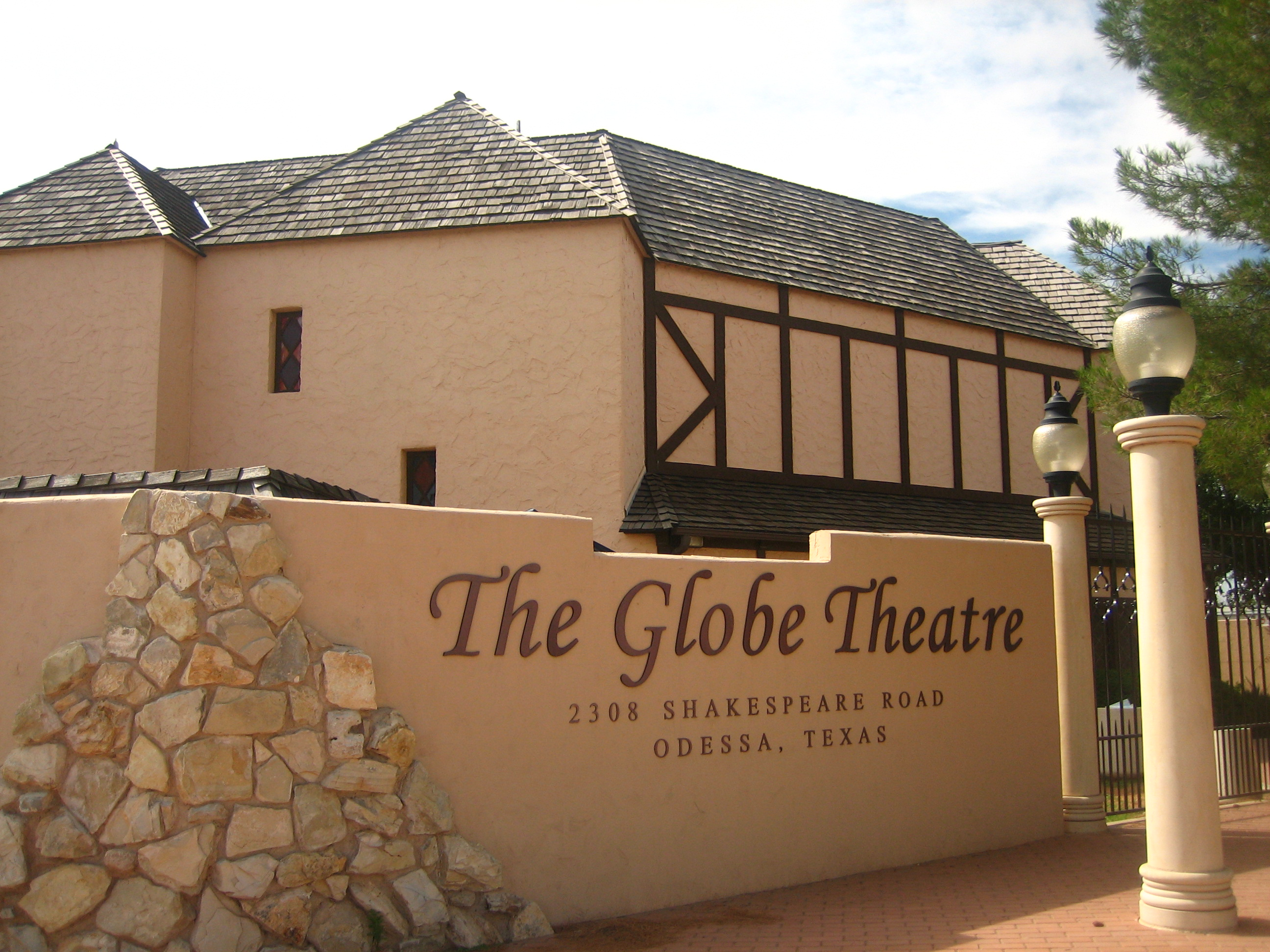
Das Globe Theater am Odessa College

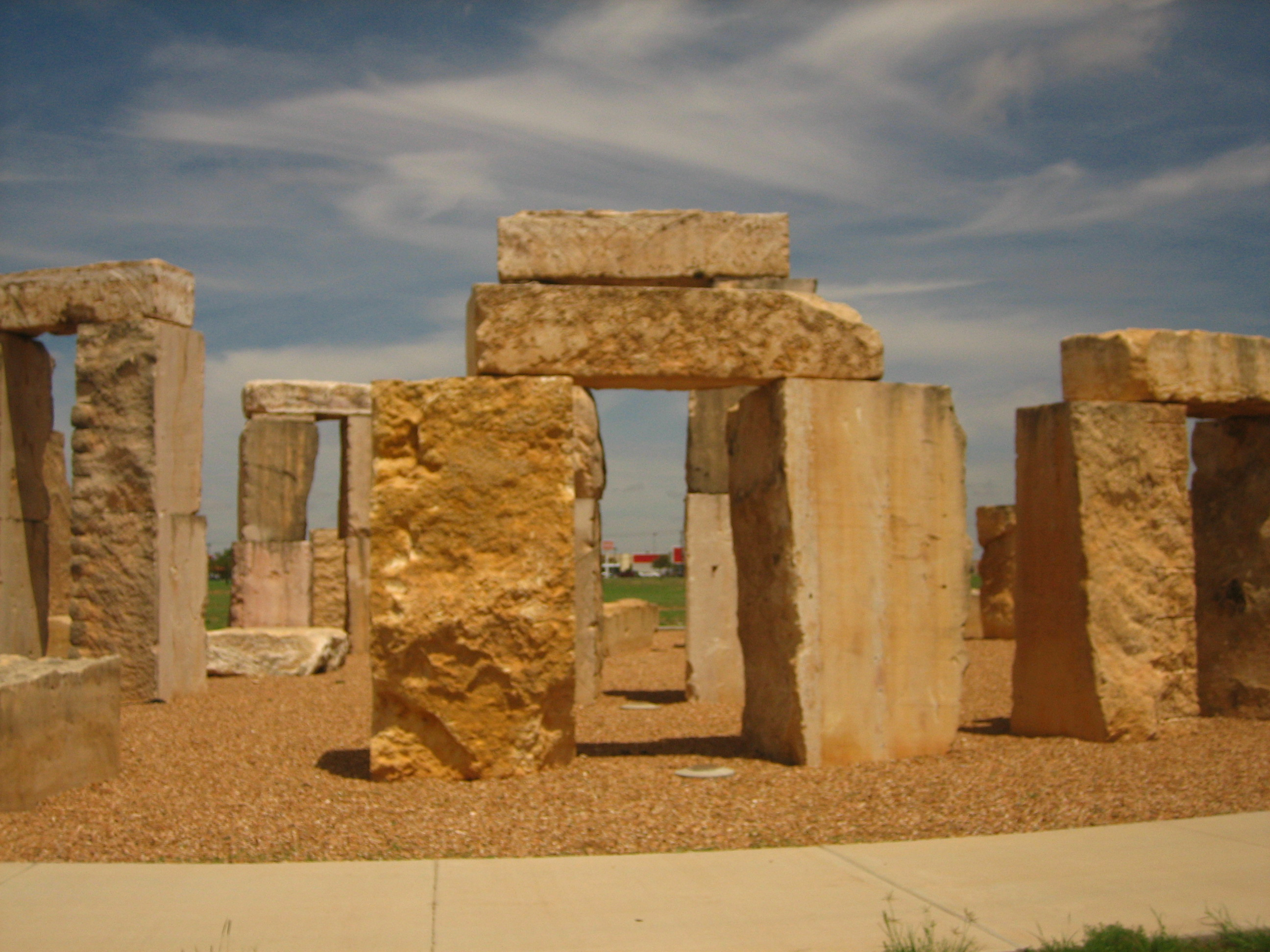
Nachbildung von Stonehenge an der University of Texas

Nach der Volkszählung im Jahr 2000 lebten im Ector County 121.123 Menschen in 43.846 Haushalten und 31.700 Familien. Die Bevölkerungsdichte betrug 52 Einwohner pro Quadratkilometer. Ethnisch betrachtet setzte sich die Bevölkerung zusammen aus 73,69 Prozent Weißen, 4,61 Prozent Afroamerikanern, 0,83 Prozent amerikanischen Ureinwohnern, 0,64 Prozent Asiaten, 0,04 Prozent Bewohnern aus dem pazifischen Inselraum und 17,38 Prozent aus anderen ethnischen Gruppen; 2,81 Prozent stammten von zwei oder mehr Ethnien ab. 42,36 Prozent der Einwohner waren spanischer oder lateinamerikanischer Abstammung.
Von den 43.846 Haushalten hatten 38,9 Prozent Kinder oder Jugendliche, die mit ihnen zusammen lebten. 54,1 Prozent waren verheiratete, zusammenlebende Paare 13,7 Prozent waren allein erziehende Mütter und 27,7 Prozent waren keine Familien. 24,0 Prozent waren Singlehaushalte und in 8,9 Prozent lebten Menschen im Alter von 65 Jahren oder darüber. Die durchschnittliche Haushaltsgröße betrug 2,72 und die durchschnittliche Familiengröße betrug 3,25 Personen.
30,4 Prozent der Bevölkerung war unter 18 Jahre alt, 10,5 Prozent zwischen 18 und 24, 27,9 Prozent zwischen 25 und 44, 20,2 Prozent zwischen 45 und 64 und 10,9 Prozent waren 65 Jahre alt oder älter. Das Medianalter betrug 32 Jahre. Auf 100 weibliche Personen kamen 94,7 männliche Personen und auf 100 Frauen im Alter von 18 Jahren oder darüber kamen 90,9 Männer.
Das jährliche Durchschnittseinkommen eines Haushalts betrug 31.152 USD, das Durchschnittseinkommen einer Familie betrug 36.369 USD. Männer hatten ein Durchschnittseinkommen von 30.632 USD, Frauen 21.317 USD. Das Prokopfeinkommen betrug 15.031 USD. 16,1 Prozent der Familien und 18,7 Prozent der Einwohner lebten unterhalb der Armutsgrenze.

## Orte im County
- Arcade
- Douro
- Gardendale
- Goldsmith
- Judkins
- North Cowden
- Notrees
- Odessa
- Penwell
- West Odessa